# (33517) Paulfoltin
(33517) Paulfoltin est un astéroïde de la ceinture principale.

## Description
(33517) Paulfoltin est un astéroïde de la ceinture principale. Il fut découvert le 6 avril 1999 à Socorro (Nouveau-Mexique) par le projet LINEAR. Il présente une orbite caractérisée par un demi-grand axe de 2,80 UA, une excentricité de 0,20 et une inclinaison de 6,9° par rapport à l'écliptique.